# Андрей Първозвани
Вижте пояснителната страница за други значения на Свети Андрей.
Свети Андрей Първозвани е християнски проповедник, първият сред 12-те апостоли, призван към тази роля лично от Исус Христос.
Той е брат на Свети Петър и също като него по занаят е рибар. Предполага се, че преди да стане Христов е бил ученик на Йоан Кръстител.
Според разпределението на света (ойкумене), което апостолите правят помежду си, относно местата, на които ще проповядват, на Андрей се падат околностите на Черно море, включително – Мала Азия (силно елинизирана), Грузия (тогава населена с колхи и ибери) и Скития (по събирателното име на населението ѝ – скити). Съответно той развива значима мисионерска дейност в земи, които впоследствие попадат в съвременните държави Украйна, Румъния и Русия (и поради това е представян като първи проповедник на християнството, посетил варягите и славяните), България (по земите, сега представляващи Българското Черноморие, и осеяни в Древността с гръцки колонии) и Турция (в онази ѝ част, която преди основаването на Османската империя е представлявала малоазийските владения на Византия). Поради това е смятан за основател на на Руската православна църква и е представян, като първи константинополски патриарх (предполагаем основател на църквата във Византион и първи епископ на града). На основата на последното и на третирането на първозваността на Андрей и като негово първенство измежду апостолите се градят претенциите на Вселенската патриаршия за световно религиозно доминиране.
Андрей Първозвани загива с мъченическа смърт (разпънат на кръст с особена форма) и е честван на празника Андреевден – 30 ноември.

В България на Андрей Първозвани са посветени няколко храма – енорийската църква на квартал „Банишора“ в София, построена през 1926 година, храм във Варна, осветен през 2011 година, както и параклис в град Батак, изграден през 1992 година. 